# Thema's van de inspiratie
Thema's van de inspiratie, conosciuto anche con il suo titolo francese Thèmes d'inspiration è un cortometraggio documentario del 1938, diretto da Charles Dekeukeleire, realizzato per conto del Commissariat Général du Tourisme del Ministero delle Comunicazioni belga.  Il film è stato insignito della medaglia d'oro alla 6ª Mostra internazionale d'arte cinematografica di Venezia del 1938 

## Trama
Il film designa un parallelo fra i paesaggi e i tipi umani delle Fiandre, del Brabante e della regione Vallone e le opere pittoriche e plastiche di artisti originari dell'attuale territorio belga, per quanto riguarda gli argomenti spazianti dalla vegetazione, all'agricoltura, al mare e alla pesca, alla religiosità, al lavoro, alla famiglia. Vengono presi in considerazione, con un sorprendente raffronto fra primi piani "reali" e pittorici, i classici rappresentanti della pittura fiamminga, da Memling a Rubens, fino ad artisti più recenti, come Ensor.